# Viktor Ždanovič

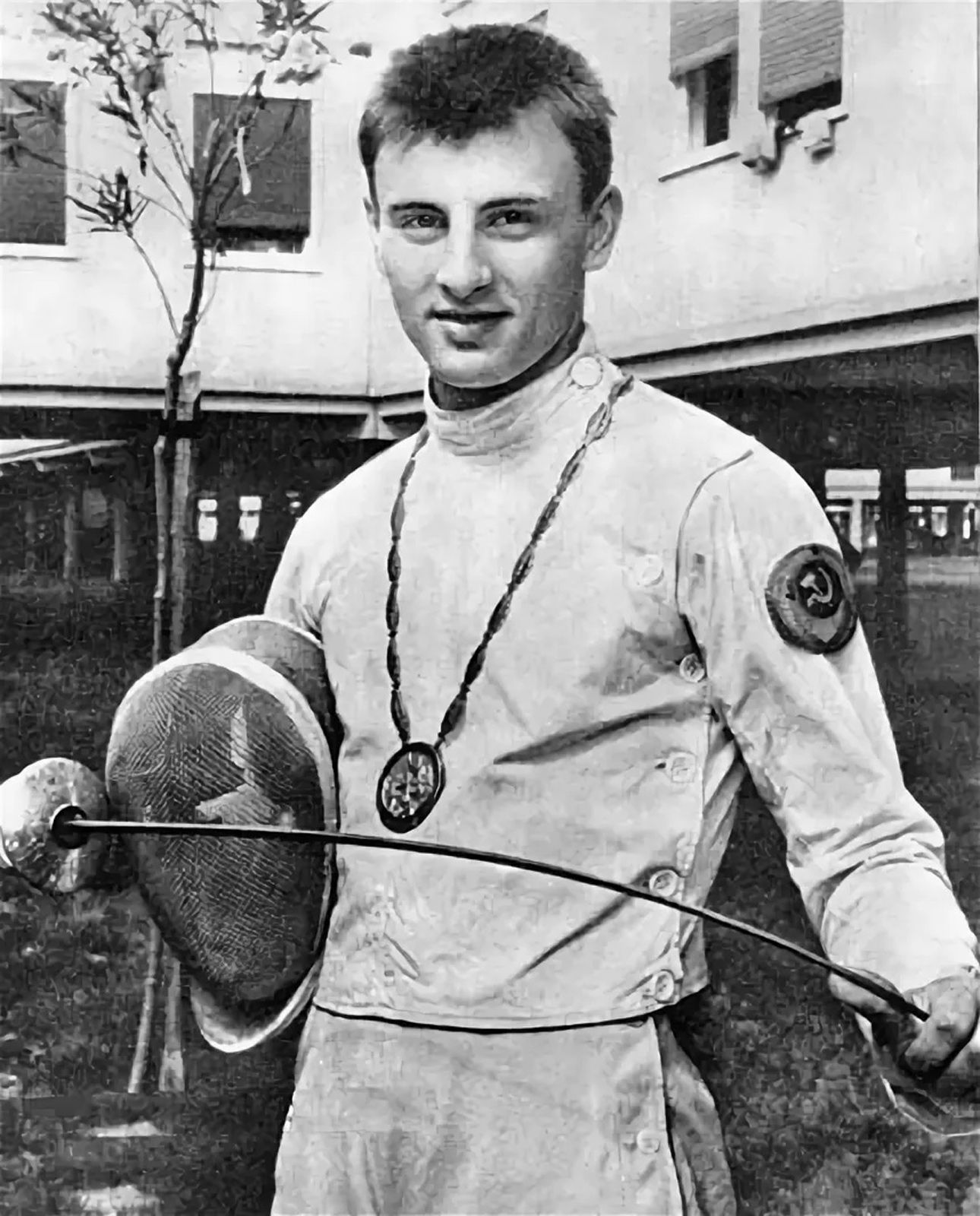
Fotografie sportovce

Viktor Francevič Ždanovič (* 27. ledna 1938 Leningrad, Sovětský svaz) je bývalý sovětský a ruský sportovní šermíř, který se specializoval na šerm fleretem.
Sovětský svaz reprezentoval v padesátých a šedesátých letech. Jako sovětský reprezentant zastupoval leningradskou šermířskou školu, která spadala pod Ruskou SFSR. Na olympijských hrách startoval v roce 1956 v soutěži družstev a v roce 1960, 1964 v soutěži jednotlivců a družstev. V soutěži jednotlivců získal na olympijských hrách 1960 zlatou olympijskou medaili. Se sovětským družstvem fleretistů vybojoval dvě zlaté (1960, 1964) olympijské medaile a celkem vybojoval s družstvem čtyři tituly mistrů světa (1959, 1961, 1962, 1963).